# O sa mirë
O sa mirë (albanisch für „oh, wie schön“) ist eine seit 2013 ausgestrahlte albanische Sitcom beim Sender T Plus.

## Handlung
An der privaten Hochschule „O sa mirë“ studieren Leute aus allen Teilen des albanischsprachigen Raumes, also aus Albanien, Kosovo, Teilen Nordmazedoniens, Serbiens und Montenegros. Missverständnisse sind also – wegen der zum Teil sehr unterschiedlichen Dialekte – schon vorprogrammiert. Den Studentenalltag bestimmen die Lektionen in den Fächern Physik, Geschichte, Musik und Italienisch sowie die sich mit ihren Schülern abplagenden Lehrer, welche nicht unterschiedlicher sein können. Der Rektor hingegen hat ganz andere Sorgen: für ihn sind die ordentliche Führung seiner Hochschule sowie das Wohl seiner ebenfalls hier studierenden Tochter das Wichtigste. Seine Entzugsversuche von Alkohol, Tabak und Fast-Food sowie die mühsamen Lehrer machen ihm jedoch das Leben sichtlich schwer.

## Ausstrahlung
O sa mirë wird jeweils Montagabend um 20:30 Uhr auf T Plus ausgestrahlt. T Plus ist ein Sender von Digitalb, wo meist Serien gezeigt werden. Die Erstausstrahlung erfolgte am 7. Oktober 2013. Die erste Staffel umfasste 12 Folgen. Am 27. Januar 2014 begann die zweite Staffel.